# مرض جلدي برومي
الطفح الجلدي البرومي (بالإنجليزية: Bromoderma أو bromoderma tuberosum) هو حالة جلدية تمتاز بظهور حطاطات وبثور على الجلد.:135 يعود سببه إلى فرط تحسس تجاه البروميدات كالتي توجد في عدد من الأدوية.
توجد هنالك حالة واحدة مسجلة لطفح جلدي برومي يعود سببها إلى استلاك مفرط لمشروب غازي يحتوي على زيت نباتي بروميني.